# Henri-Christophe Rieken
Henri Christophe Rieken (* 6. Dezember 1797 in Jever als Heinrich Christoph Rieken; † 16. April 1875 in Brüssel) war ein deutsch-belgischer Arzt und Beamter.

## Leben
Rieken studierte Medizin an der Universität Göttingen, wo er 1818 mit einer Arbeit über Diabetes mellitus promoviert wurde.
Er organisierte zunächst das Gesundheitswesen im nach dem Wiener Kongress zum Großherzogtum Oldenburg gekommenen Fürstentum Birkenfeld und wurde – wohl durch Vermittlung Metternichs – 1835 Leibarzt des ersten belgischen Königs Leopold I.
1841 wurde er zum Mitglied der Leopoldina gewählt.

## Schriften
- De diabete, praesertim mellito. Baier, Göttingen 1818 (Dissertation).
- Neue Untersuchungen in Betreff der erblichen Neigung zu tödtlichen Blutungen, hauptsächlich in ätiologischer und therapeutischer Hinsicht, mit besonderer Beziehung auf eine Familie von Blutern im Grossherzoglich Oldenburgischen Fürstenthum Birkenfeld. Hermann, Frankfurt am Main 1829 (Digitalisat in der Google-Buchsuche).
- Die eisenhaltigen Mineralquellen zu Hambach und Schwollen im Grossherzoglich Oldenburgischen Fürstenthume Birkenfeld. Muquardt, Brüssel 1840 (Digitalisat).
- Mémoire sur l’emploi du carbonate d’ammoniaque dans la scarlatine, avec la description des épidémies qui ont régné en différents pays, et dans lesquelles ce médicament a été employé. Tircher, Brüssel 1843.
- Rapport sur le concours pour la question relative aux nouveaux médicaments introduits dans la thérapeutique pendant les vingt-cinq dernières années (1833–1858) (posée pour 1858 pa la Société des sciences médicales et naturellen de Bruxelles). Tircher, Brüssel 1859.